# Élections législatives de 2020 au Montana
Les élections législatives de 2020 au Montana ont lieu le 3 novembre 2020 afin d'élire les 163 membres de la Chambre des représentants de l'État américain du Montana.

## Système électoral
La Chambre des représentants du Montana est la chambre basse de son parlement bicaméral. Elle est composée de 100 sièges pourvus pour deux ans au scrutin uninominal majoritaire à un tour dans autant de circonscriptions.

## Résultats
| Partis                   | Partis                   | Voix    | %     | +/-  | Sièges | +/-           |
| ------------------------ | ------------------------ | ------- | ----- | ---- | ------ | ------------- |
|                          | Parti républicain (R)    | 338 344 | 59,30 | 3,59 | 67     | 9             |
|                          | Parti démocrate (D)      | 224 210 | 39,30 | 1,94 | 33     | 9             |
|                          | Parti libertarien (L)    | 7 993   | 1,40  |      | 0      | en stagnation |
|                          | Autres partis            |         |       | -    | 0      | en stagnation |
|                          | Indépendants             |         |       |      | 0      | en stagnation |
|                          |                          |         |       |      |        |               |
| Votes valides            |                          |         |       |      |        |               |
| Votes blancs et nuls     |                          |         |       |      |        |               |
| Total                    | Total                    | 570 553 | 100   | -    | 100    | en stagnation |
| Abstentions              | Abstentions              | 181 985 | 24,18 |      |        |               |
| Inscrits / participation | Inscrits / participation | 752 538 | 75,82 |      |        |               |